# Grupa Armii Ostmark

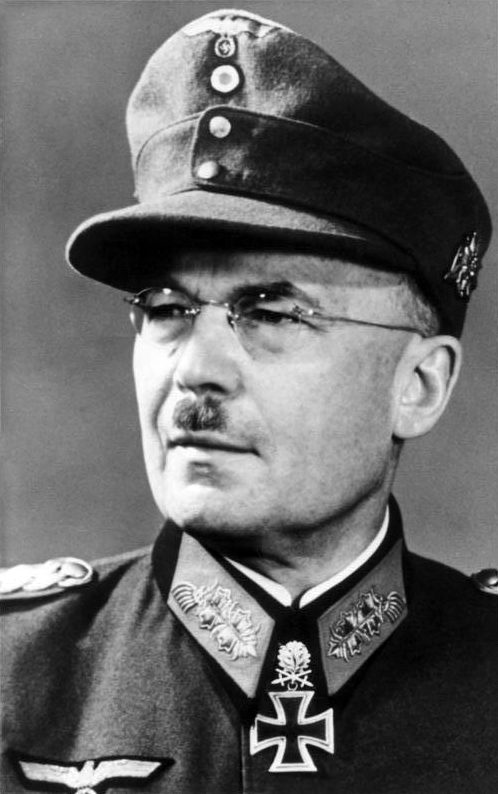
Lothar Rendulic

Grupa Armii Ostmark (niem. Heeresgruppe Ostmark) – niemiecka grupa armii z końca II wojny światowej.

## Utworzenie
Utworzona na przełomie kwietnia i maja 1945 roku z Grupy Armii Południe. 

## Dowódca
- generał doktor Lothar Rendulic (od początku do końca istnienia armii)

## Skład
- 530 batalion łączności
- 6 Armia
- 8 Armia
- 6 Armia Pancerna